# Kittorsaq
Kittorsaq är en ö i Grönland (Kungariket Danmark).   Den ligger i kommunen Qaasuitsup, i den västra delen av Grönland, 1 100 km norr om huvudstaden Nuuk. Arean är 5,2 kvadratkilometer.
Terrängen på Kittorsaq är platt. Öns högsta punkt är 150 meter över havet. Den sträcker sig 3,0 kilometer i nord-sydlig riktning, och 6,7 kilometer i öst-västlig riktning.